# Пуэрто-Октай
Пуэрто-Октай (исп. Puerto Octay) — посёлок в Чили. Административный центр одноимённой коммуны. Население — 2574 человека (2002).   Посёлок и коммуна входит в состав провинции Осорно и области Лос-Лагос.
Территория коммуны —  1795,7 км². Численность населения — 9839 жителей (2007). Плотность населения — 5,48 чел./км².

## Расположение
Посёлок расположен в 56 км на север от административного центра области города Пуэрто-Монт и в 49 км на юго-восток от административного центра провинции  города Осорно, на берегу озера Льянкиуэ.
Коммуна граничит:
- на севере — c коммунами Пуеуэ, Осорно
- на востоке — с коммуной Пуэрто-Варас
- на юге — c коммуной Пуэрто-Варас
- на юго-западе — c коммуной Фрутильяр
- на западе — c коммунами Рио-Негро, Пурранке

## Демография
Согласно сведениям, собранным в ходе переписи Национальным институтом статистики,  население коммуны составляет 9839 человек, из которых 5119 мужчин и 4720 женщин.
Население коммуны составляет 1,24 % от общей численности населения области Лос-Лагос. 67,23 % относится к сельскому населению и 32,77 % — городское население.